# Charrat
Pour les articles homonymes, voir Charrat (homonymie).
Charrat est une ancienne commune suisse du canton du Valais située dans le district de Martigny. Le 1er janvier 2021, elle fusionne avec la commune de Martigny.

## Géographie
Charrat est situé dans la vallée du Rhône, entre Martigny et Saxon.

### Écologie
Elle est connue pour être l'un des rares territoires d'Europe occidentale où pousse naturellement l'adonis de printemps (adonis vernalis)[réf. nécessaire].

## Toponymie
Le nom de la commune est dérivé du substantif latin carrus (char), auquel s'ajoute le suffixe -atum. Il pourrait désigner un « endroit destiné au passage des chars ».
La plus ancienne occurrence écrite du nom de la commune date de 1315, sous la forme de Charas.

## Population

### Gentilé et surnom
Les habitants de la localité se nomment les Charratains.
Ils sont surnommées les Marchands de Betteraves.

### Démographie
La commune compte 341 habitants en 1850, 554 en 1900, 887 en 1950, 1 081 en 2000, 1 415 en 2010, 1 984 en 2020.

## Histoire
La commune de Charrat naît (comme entité indépendante) de sa séparation d'avec la commune de Martigny, en 1836[réf. nécessaire]. 

### Époque contemporaine
La commune a fusionné le 1er janvier 2021 avec Martigny, dont elle devient un quartier.